# Divine Intervention (Slayer-album)
 For alternative betydninger, se Divine Intervention. (Se også artikler, som begynder med Divine Intervention)
Divine Intervention er det sjette studiealbum af det amerikanske thrash metalband Slayer, udgivet 3. oktober 1994 gennem American Recordings. Dette var Slayers første album med trommeslager Paul Bostaph. Albummet blev nr. 8 på Billboard Top 200. Nogle af albummets tekstmæssige temaer vakte stor opsigt. For eksempel var "213" seriemorderen Jeffrey Dahmers lejlighedsnummer og inspiration for teksten til sangen af samme navn.
Bandet blev kritiseret på grund af et billede af en fans håndled hvori han havde snittet Slayers logo. Cd'ens indlæg viser en collage med avisudklip af sager, hvor musik var blevet anklaget for vold eller mord.
Næsten al musikken på albummet blev skrevet af Kerry King, hvilket kan høres på at meget af musikken er hurtig, hård og næsten uden melodi (hvilket er King's komponeringsstil – Jeff Hanneman's er langsommere og mere melodisk)
På grund af sange som "SS-3" er dette album blevet indekseret i Tyskland og er meget svært af finde.
Pladeomslaget viser backronymet Satan Laughs As You Eternally Rot.

## Spor
1. "Killing Fields" (Tekst: Araya) (Musik: King) – 3:57
2. "Sex. Murder. Art." (Tekst: Araya) (Musik: King) – 1:50
3. "Fictional Reality" (King) – 3:38
4. "Dittohead" (King) – 2:31
5. "Divine Intervention" (Tekst: Araya/Bostaph/Hanneman/King) (Musik: Hanneman/King) – 5:33
6. "Circle of Beliefs" (King) – 4:30
7. "SS-3" (Tekst: Hanneman) (Musik: Hanneman/King) – 4:07
8. "Serenity in Murder" (Tekst: Araya) (Musik: Hanneman/King) – 2:36
9. "213" (Tekst: Araya) (Musik: Hanneman) – 4:52
10. "Mind Control" (Tekst: Araya/King) (Musik: Hanneman/King) – 3:04

## Musikere
- Tom Araya – Bas, Sang
- Kerry King – Guitar
- Jeff Hanneman – Guitar
- Paul Bostaph – Trommer

## Hitlisteplaceringer

### Album
Billboard (USA)
| År   | Hitliste      | Placering |
| ---- | ------------- | --------- |
| 1994 | Billboard 200 | 8         |